# Mafinga (TC)
Mafinga (TC) (Mafinga Town Council, auch Mafinga Mjini genannt) ist ein Distrikt der tansanischen Region Iringa. Er wird vollständig vom Distrikt Mufindi umschlossen.

## Geographie
Mafinga (TC) hat eine Fläche von 953 Quadratkilometern und 122.329 Einwohner (Volkszählung 2022). Im südlichen Teil des Distrikts liegt der Ruaha-Sumpf in rund 1800 Meter über dem Meer. Daran schließt sich ein hügeliges Gebiet an, das im Norden Höhen von knapp 2000 Meter erreicht.
Das Klima in Mafinga ist gemäßigt warm, Cwb nach der effektiven Klimaklassifikation. Die Niederschläge von jährlich rund 1400 Millimeter fallen großteils in den Monaten Dezember bis März, die Zeit von Juni bis September ist sehr trocken. Die Durchschnittstemperatur liegt zwischen 13,8 Grad Celsius im Juli und 18,7 Grad im November.

## Geschichte
Der Distrikt entstand im Jahr 2015 durch Abtrennung vom Distrikt Mufindi.

## Verwaltungsgliederung
Mafinga (TC) ist in neun Bezirke (Kata) gegliedert:
| Bezirk      | Fläche km² | Einwohner 2016 | Einwohner 2022 |
| ----------- | ---------- | -------------- | -------------- |
| Boma        | 11,5       | 22.730         | 32.090         |
| Bumilayinga | 249,2      | 6.421          | 7.299          |
| Changarawe  | 20,3       | 5.195          | 11.381         |
| Isalavanu   | 139,8      | 7.830          | 8.402          |
| Kinyanambo  | 59,5       | 6.260          | 21.178         |
| Rungemba    | 237,3      | 6.404          | 7.323          |
| Sao Hill    | 197,7      | 4.173          | 3.799          |
| Upendo      | 33,8       | 11.961         | 25.074         |
| Wambi       | 3,9        | 3.989          | 5.783          |

## Bevölkerung
Bei der Volkszählung 2012 hatte der Distrikt 51.902 Einwohner. Bis 2019 wuchs die Bevölkerungszahl auf 87.714 und auf 122.329 bei der Volkszählung 2022. Auffallend ist der hohe Anteil an 25- bis 34-Jährigen. Liegt deren Anteil im tansanischen und regionalen Durchschnitt bei 26 beziehungsweise 27 Prozent, gehören 39 Prozent der Einwohner von Mafinga (TC) zu dieser Altersgruppe.

## Einrichtungen und Dienstleistungen
- Bildung: Mafinga hat mit 21 Prozent einen überdurchschnittlich hohen Anteil an Menschen mit Hochschulausbildung.[8]
- Gesundheit: Während in Tansania nur etwa 15 Prozent der Bewohner eine Krankenversicherung haben, sind 47 Prozent der Distriktsbewohner krankenversichert.[9]

## Wirtschaft und Infrastruktur
Das Durchschnittseinkommen in Tansania liegt bei 50.000 tansanischen Schilling (TZS) im Monat. Die Einwohner von Mafinga verdienen durchschnittlich 150.000 TZS im Monat.
- Landwirtschaft: Rund 91 Prozent der Bevölkerung leben von der Landwirtschaft.[4]
- Verkehr: Die wichtigste Straße im Distrikt ist die asphaltierte Nationalstraße, die von Daressalam durch Mafinga (TC) nach Sambia führt.[11]

## Politik
Zum Vorsitzenden des Stadtrates im Jahr 2020 wurde Regnant Kivinge gewählt.